# Maltský summit

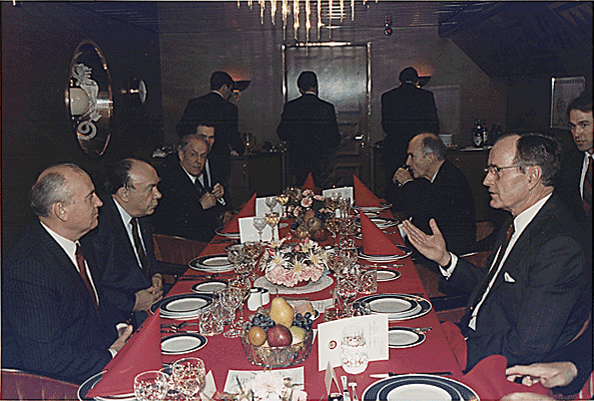
George H. W. Bush a Michail Gorbačov na Maltském summitu

Maltský summit bylo setkání mezi prezidentem Spojených států amerických Georgem H. W. Bushem a generálním tajemníkem Komunistické strany Sovětského svazu Michailem Gorbačovem, které proběhlo ve dnech 2.–3. prosince 1989 na Maltě, necelý měsíc po pádu Berlínské zdi. Summit navazoval na schůzku, kdy se v prosinci 1988 v New Yorku setkali Michail Gorbačov a Ronald Reagan.
Během maltského summitu Bush a Gorbačov deklarovali konec studené války. Tehdejší zpravodajství označovalo Maltský summit za jedno z nejvýznamnějších setkání od druhé světové války, kdy britský premiér Winston Churchill, sovětský vůdce Josif Stalin a americký prezident Franklin D. Roosevelt na jaltské konferenci dohodli poválečné uspořádání Evropy.
Někteří představitelé americké administrativy včetně poradce pro národní bezpečnost Brenta Scowcrofta původně označovali plánovaný summit za „předčasný“ a varovali před přehnanými očekáváními. Nakonec však francouzský prezident François Mitterrand, britská premiérka Margaret Thatcher a další evropští politici spolu s klíčovými členy Kongresu USA přesvědčili prezidenta Bushe k setkání.
Summit na Maltě nevedl k podpisu formálních dohod. Jeho primárním cílem bylo vytvořit platformu pro diskusi mezi Spojenými státy a Sovětským svazem o rychlých geopolitických změnách v Evropě po pádu železné opony – symbolického rozdělení Východního a Západního bloku trvajícího čtyři desetiletí. Řada historiků událost považuje za klíčový milník v ukončení studené války, přičemž přinejmenším odstartovala fázi výrazného uvolnění napětí a nový směr ve vzájemných vztazích. Prezident Bush během jednání opakovaně vyjádřil podporu Gorbačovovým reformním snahám, včetně politiky perestrojky.

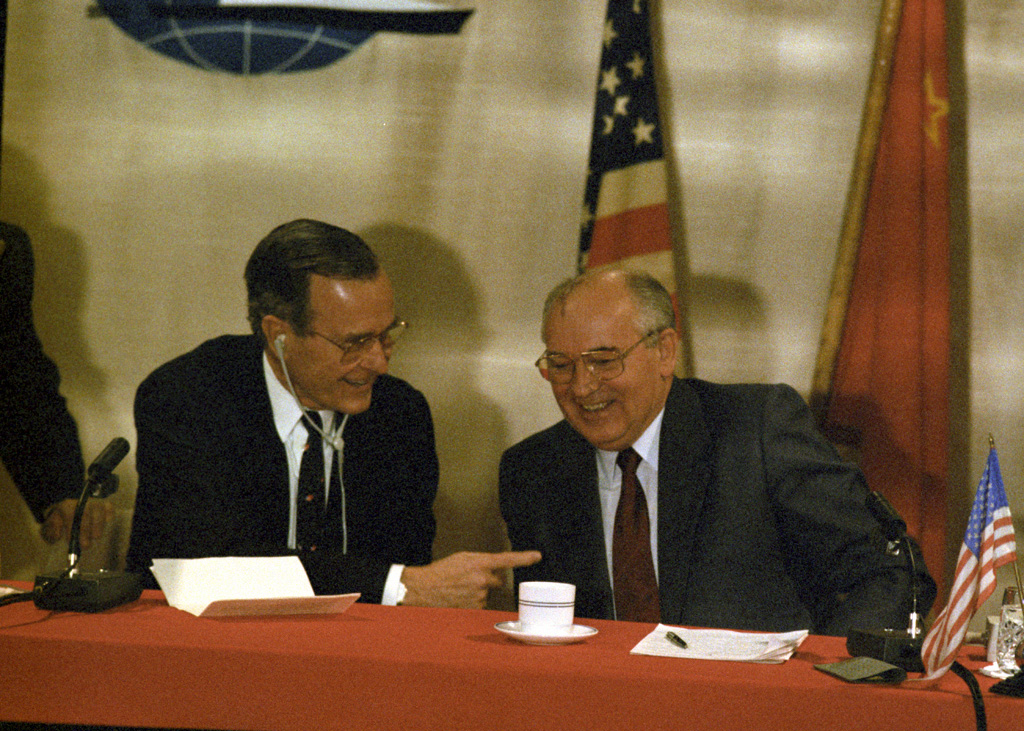
George H. W. Bush a Michail Gorbačov na setkání v maltském hlavním městě Valletta

Jako symbolické gesto předal Bush účastníkům fragmenty Berlínské zdi. K jejich získání vyslal speciální tým složený ze dvou pilotů a čtyř vojáků vybavených kladivy, kteří v Berlíně sesbírali 180 kg jejích částí. Polovina materiálu připadla prezidentovi, druhá pak příslušníkům 207. letecké roty.
Na společné tiskové konferenci během summitu na Maltě sovětský vůdce Michail Gorbačov prohlásil, že „svět opouští jednu epochu a vstupuje do nové. Jsme na začátku dlouhé cesty k trvalé, pokojné éře. Hrozba síly, nedůvěra, psychologický a ideologický boj by měly patřit minulosti.“ Zároveň ujistil prezidenta Spojených států, že nikdy nezahájí „horkou válku“ proti USA.
Prezident George H. W. Bush ve své odpovědi uvedl, že je možné dosáhnout trvalého míru a proměnit vztahy mezi Východem a Západem ve vztahy trvalé spolupráce. Zdůraznil, že právě toto je budoucnost, kterou s předsedou Gorbačovem na Maltě společně zahájili.

## Místo setkání

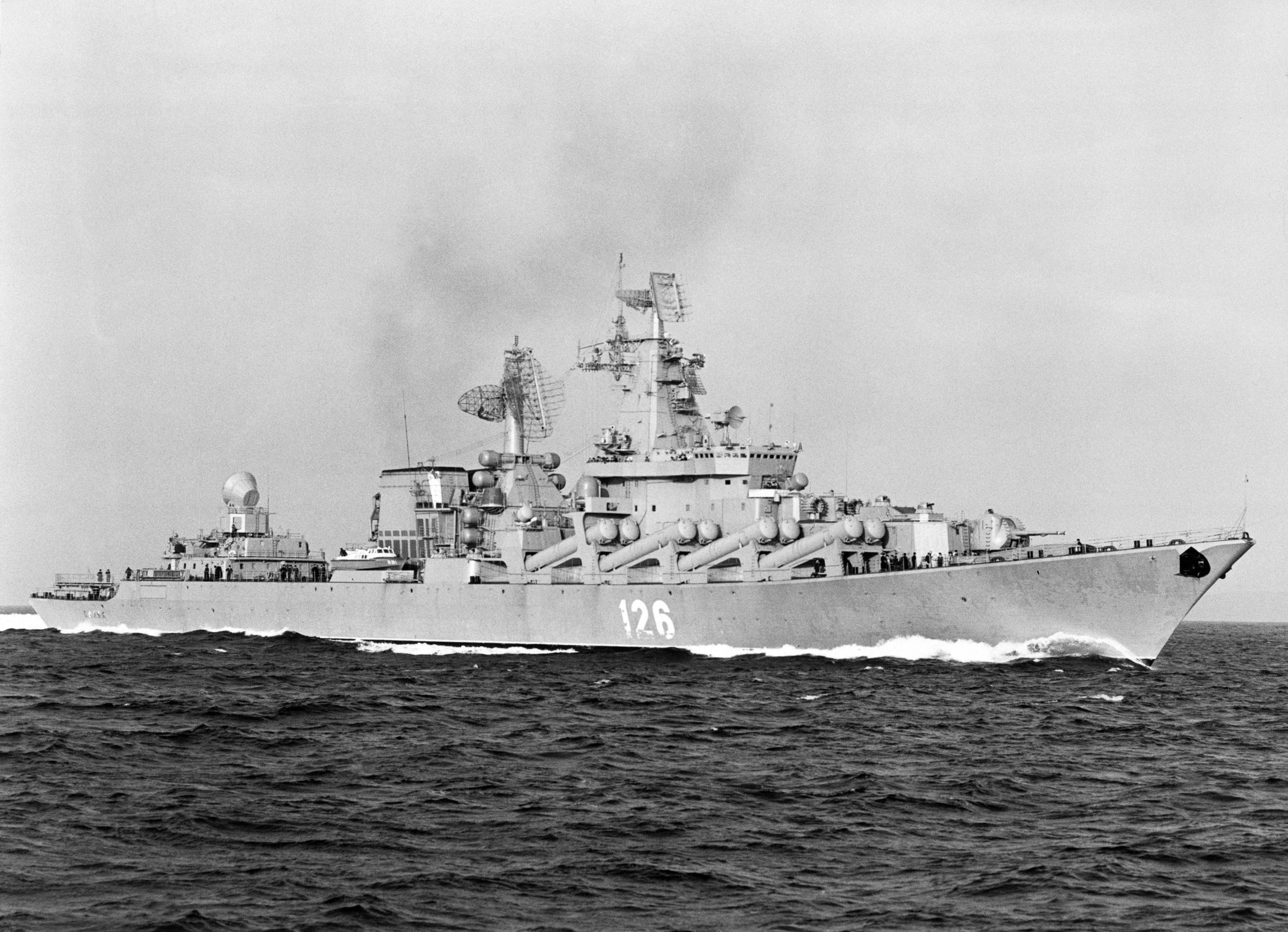
Sovětský křižník Slava

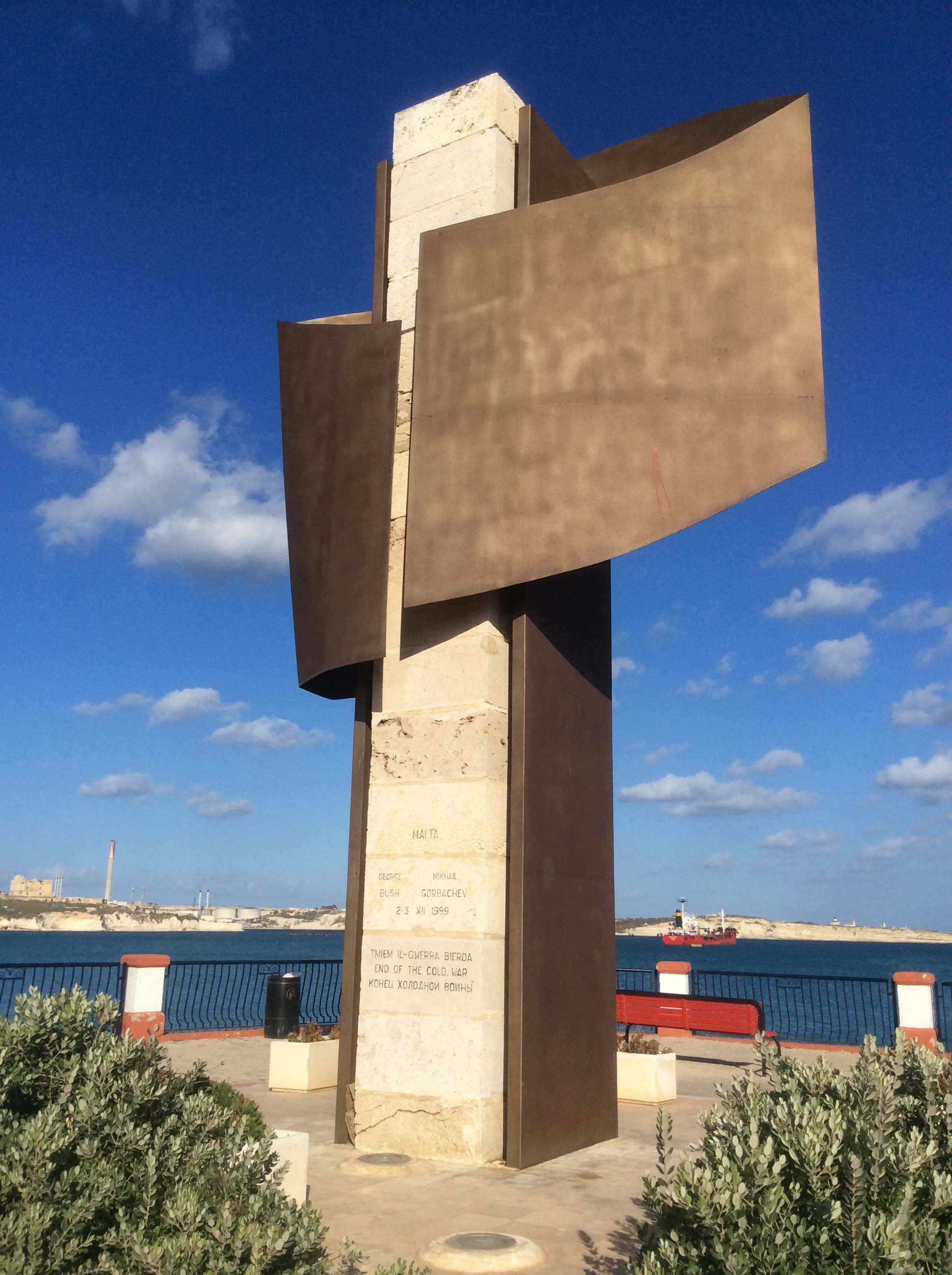
Pomník v obci Birżebbuġa připomínající summit v roce 1989

Jednání probíhala ve Středozemním moři poblíž maltského ostrova. Sovětská delegace využívala raketový křižník Slava, který byl potopen v roce 2022 při rusko-ukrajinské válce. Americká strana sídlila na lodi USS Belknap. Obě plavidla kotvila v námořní zátoce u obce Marsaxlokk.
Pro bouřlivé počasí a vysoké vlny vedly nazvali toto setkání novináři jako „Summit mořské nemoci“. Tyto nepříznivé podmínky vedly i ke zrušení části programu. Hlavní jednání se nakonec odehrála na palubě sovětské výletní lodi Maxim Gorkij, která zakotvila přímo v přístavu Marsaxlokk.
Myšlenka uspořádat summit na otevřeném moři částečně vycházela z obdivu prezidenta Bushe k praxi Franklina D. Roosevelta, který během druhé světové války přijímal světové lídry na palubách válečných lodí. Volba Malty jako místa jednání byla výsledkem zdlouhavého vyjednávání mezi USA a SSSR. Podle Condoleezzy Riceové, tehdejší poradkyně pro národní bezpečnost, představoval výběr lokality kompromis: „Trvalo dlouho najít vhodné místo – nemělo být ceremoniální, bez nutnosti dalších bilaterálních jednání. Nakonec vybrali Maltu, která se v prosinci ukázala jako problematická volba kvůli extrémně špatnému počasí. Maltští hostitelé však byli úžasní.“
Volba Malty jako místa konání summitu byla symbolická. Maltské ostrovy leží ve strategickém středu Středozemního moře, na křižovatce mezi východem a západem i severem a jihem. Tato poloha předurčila Maltu k tomu, aby byla v průběhu dějin opakovaně pod nadvládou různých mocností. Ve 19. a první polovině 20. století sloužila Malta jako klíčová britská námořní základna a během druhé světové války utrpěla těžké škody v důsledku intenzivního bombardování.
Po uzavření britských vojenských základen a regionálního velitelství NATO v roce 1980 Malta vyhlásila neutralitu vůči oběma supervelmocím. Tento status neutrality byl následně zakotven i v ústavě, která v článku 1 stanoví: „Malta je neutrálním státem, který aktivně usiluje o mír, bezpečnost a sociální pokrok mezi všemi národy prostřednictvím politiky neangažovanosti a odmítání účasti v jakékoli vojenské alianci.“
Malta byla již dříve dějištěm významných diplomatických jednání. Dne 2. února 1945, na sklonku druhé světové války, zde proběhla tzv. Maltská konference – schůzka prezidenta USA Franklina D. Roosevelta a britského premiéra Winstona Churchilla před jejich jednáním s Josifem Stalinem na Jaltě. Summit na Maltě v roce 1989 tak symbolicky představoval obrat od mnoha rozhodnutí přijatých na Jaltské konferenci a stal se mezníkem v procesu ukončení studené války.